# Catarino
Catarino, noto anche come Catarino Veneziano o Caterino di Marco da Venezia (fl. XIV secolo), è stato un pittore veneziano attivo nel XIV secolo.

## Biografia
Lavorò sicuramente con il pittore Donato, suo maestro, e con esso apparve per la prima volta nel 1367 nei documenti relativi al pagamento di una croce, ora perduta, per la chiesa di sant'Agnese. Sebbene la collaborazione continui a creare dubbi attribuzionistici sappiamo che a differenza del maestro cercò in qualche maniera di allontanarsi dal modo bizantino di Paolo Veneziano per avvicinarsi vagamente allo spirito più gotico del seguace di quest'ultimo Lorenzo. Un'altra questione viene posta dallo stile delle opere autonomamente autografe realizzate nel periodo della collaborazione con Donato, tanto da far pensare all'esistenza di due pittori col nome Catarino, ma è probabile che questa variazione di stile sia la manifestazione di una sudditanza dal maestro. Difatti in un documento del 1386, con cui Donato, Catarino, Pietro di Nicolò (il padre di Nicolò di Pietro) e Andrea Moranzone venivano incaricati della realizzazione di una croce pensile per un convento zaratino, Donato viene qualificato come maestro a differenza degli altri, i secondi due indicati semplicemente come pittori e l'ultimo come intagliatore.
Opere firmate dal Catarino sono l'Incoronazione della Vergine ed il trittico con lo stesso tema nella tavoletta centrale affiancata da Santa Lucia e San Nicola da Tolentino alle Gallerie dell'Accademia, oltre probabilmente alla Madonna col Bambino al Museo d'Arte Sacra di San Leo dalla firma monca [chata]rinus p[inxit].
Altre due opere firmate dove, sebbene il gusto del Catarino risulti più popolaresco, lo scivolamento dello stile verso il gotico risulta evidente sono il polittico del Walters Art Museum e nella Madonna dell'Umiltà di Worcester  che fanno decisamente pensare ad una frequentazione anche indiretta di Giovanni da Bologna oltre che ai modelli di Lorenzo Veneziano.

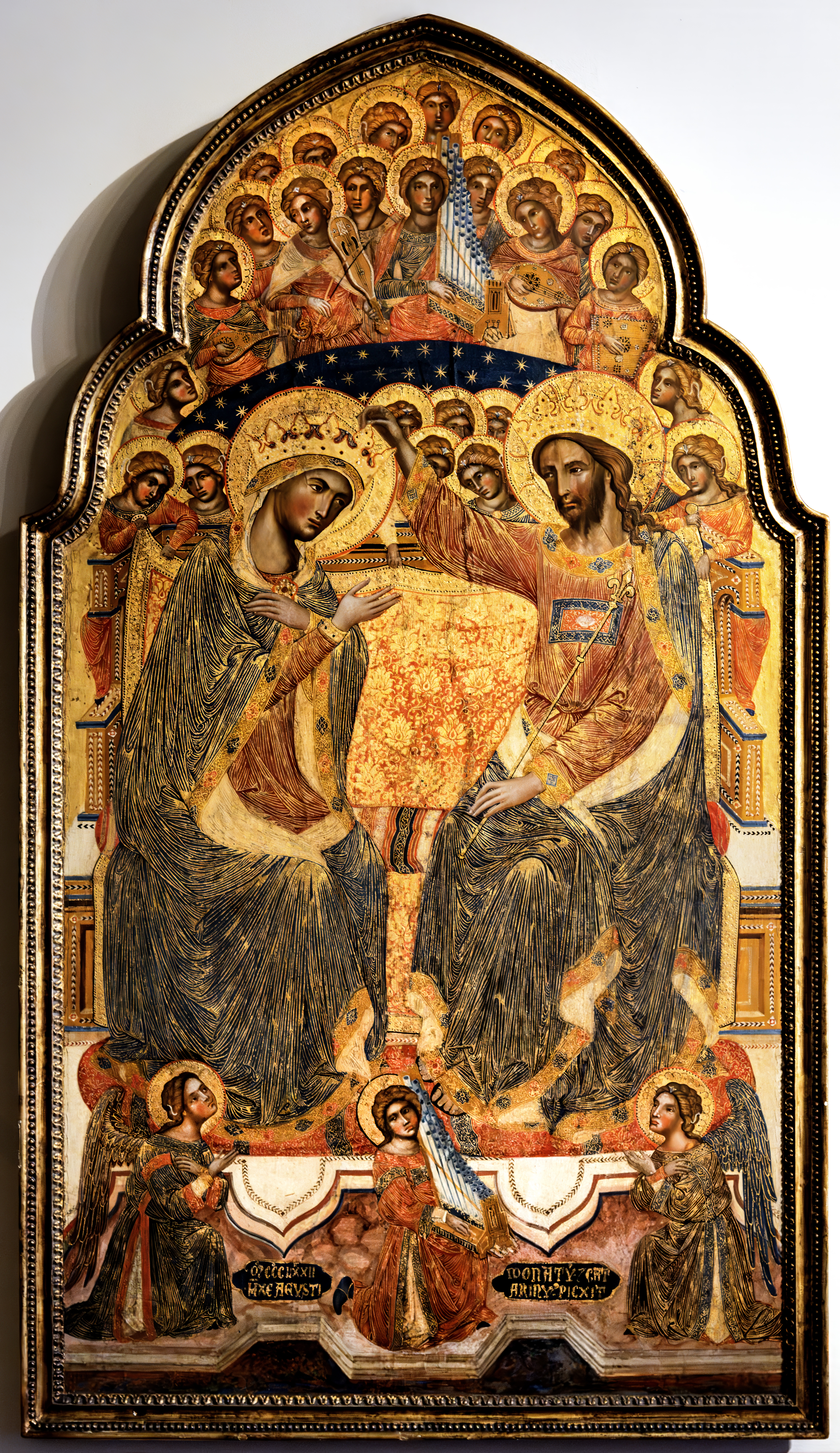
L'Incoronazione della Vergine - Pinacoteca Querini Stampalia, Venezia
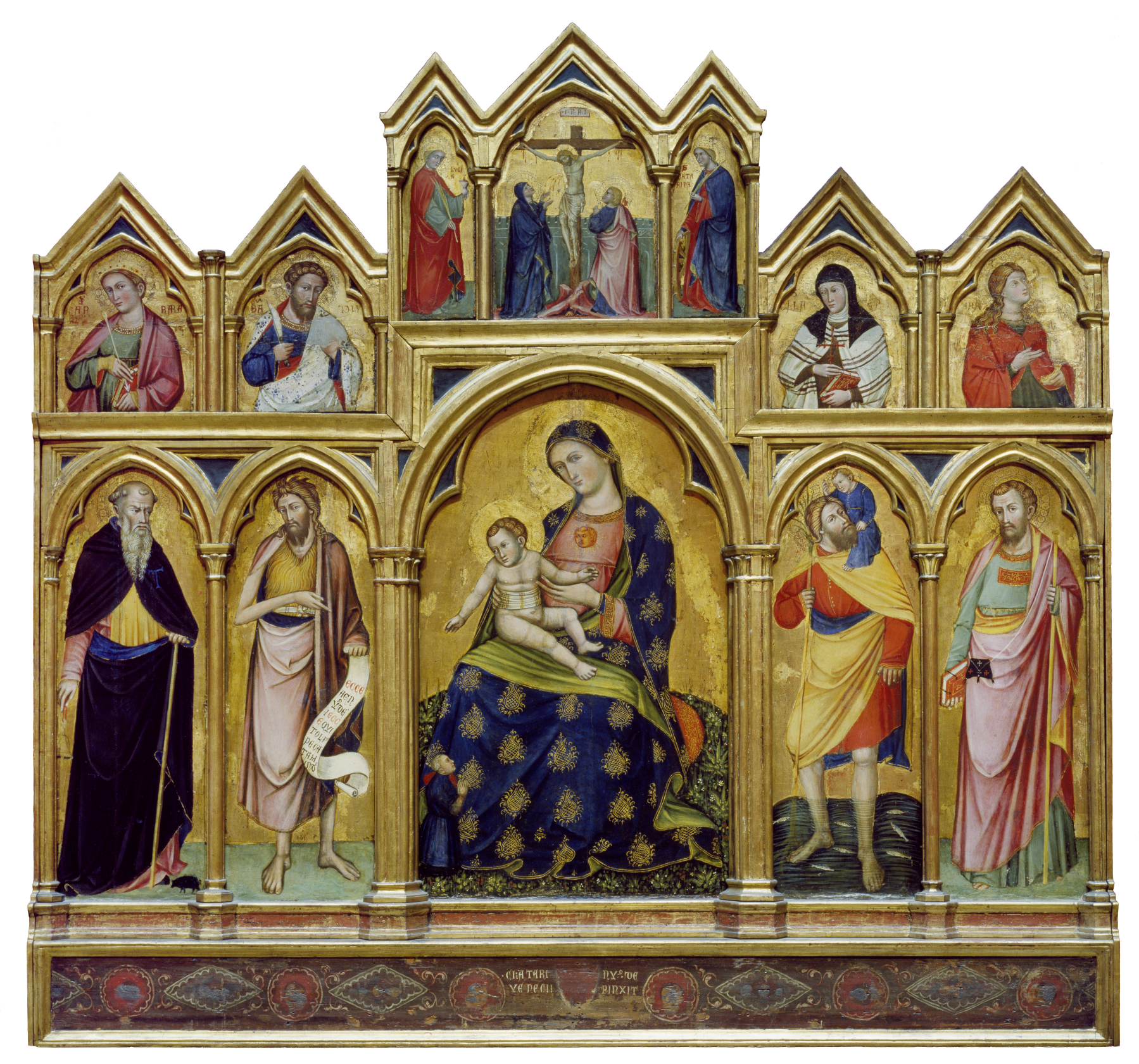
Madonna col Bambino, santi e Crocifissione, trittico, Walters Art Musum, Baltimora